# スター・ウォーズ バトルフロントII (2017)
『Star Wars バトルフロント II』（Star Wars Battlefront II）は、エレクトロニック・アーツより2017年11月17日に発売されたPlayStation 4、Xbox One、Windows用ゲームソフト。スター・ウォーズシリーズを題材にした『スター・ウォーズ バトルフロント』シリーズの第4作目。

## 概要
2015年にPS4、Xbox One、PCで発売された『スター・ウォーズ バトルフロント』の流れを汲む作品。
前作はオリジナル・トリロジー（旧3部作）の『エピソード4/新たなる希望』、『エピソード5/帝国の逆襲』、『エピソード6/ジェダイの帰還』のキャラクターが登場したが、本作はそれに加えプリクエル（前日譚）の『エピソード1/ファントム・メナス』、『エピソード2/クローンの攻撃』、『エピソード3/シスの復讐』および、ニュー・エラ（新時代）の『エピソード7/フォースの覚醒』といった全ての時代からキャラクターが登場する。
発売後もダウンロードコンテンツとして以下の要素が追加、あるいは追加が予定されている。
なお、全てのダウンロードコンテンツは無料アップデートという形で提供されている。
- 『エピソード8/最後のジェダイ』
- クローン戦争
- 『エピソード9/スカイウォーカーの夜明け』
- 『ローグ・ワン/スター・ウォーズ・ストーリー』

イメージイラストには中央に本作オリジナルの登場人物であるアイデン・ヴェルシオが、左側にレイが、右側にダース・モールが描かれている。

## ゲームモード

### キャンペーン
メインストーリー
主人公である帝国軍の特殊部隊「インフェルノ隊」の女部隊長アイデン・ヴェルシオの視点から見たEP6とEP7の間の物語が描かれる。
リザレクション
メインストーリーのその後を描いたエピソード。アップデートで追加された。

### ヒーロー＆ヴィラン
ヒーロー・スターファイター
スターウォーズを代表するパイロット達並びにビークルを使って4対4で対戦するモード。
ヒーローVS.ヴィラン
その名の通りヒーローとヴィランを選んで、ライトサイドとダークサイドに分かれて4対4で対戦するモード。
ヒーロー・ショーダウン
ヒーローとヴィランが2対2で対戦するモード。

### アサルト
ギャラクティック・アサルト
最大40で対戦できるオンラインマルチプレイモード。
スターファイター・アサルト
スターファイターのみで12対12で対戦するモード。
ストライク
スターファイター、ヒーロー、ヴィラン使用不可で歩兵及び特殊兵のみ8対8で対戦するモード。
侵攻側には簡単な目標が設定されており、防衛側はそれを妨害する。
キャピタル・シュプリマシー
クローン戦争をイメージした対戦モード。20対20。
共和国と分離主義勢力は地上戦を戦い、地上を制圧した勢力は敵の主力艦に乗り込み、破壊工作を試みる。

### オペレーション
ブラスト
8対8で対戦するモード。お互いのチームのキル数を競う。
エクストラクション
帝国の時代、反乱軍はケッセルもしくはタトゥイーンから貨物をミレニアム・ファルコンへ護送し、帝国軍はそれを妨害する。
イウォーク・ハント
デス・スターIIが破壊された後、エンドアの月に取り残されたストームトルーパーはイウォークの攻撃を耐えながらラムダ級シャトルの到着を待ち、脱出を試みる。
ストームトルーパー複数対イウォーク1,2人で開始し、ストームトルーパーが倒された場合そのプレイヤーはイウォークとしてリスポーンし、ストームトルーパーを襲う。
CO-OP
プレイヤー4人で協力するモード。敵AIと戦い、指揮所を攻略する、もしくは防衛する。

### ソロプレイ、 CO−OPプレイ 、対戦プレイ
PS4版とXbox One版はこのモードのみ、画面を2分割して2人でプレイできる。
バトルシナリオ
シナリオモードで名場面を舞台にした戦いを楽しめるモード。
カスタムアーケード
ゲームルールを自由にカスタムしてプレイできるモード
チュートリアル
遊びながら操作方法を学べるモード

## 登場キャラクター
操作可能なキャラクターはダース・ベイダーやヨーダ等、映画に登場した著名な人物（ヒーロー）と彼らに付き従い戦う兵士に大別される。兵士は特化した戦闘スタイルに応じてアサルト、ヘビー、オフィサー、スペシャリストという四種類の通常ユニットとエンフォーサー、エアリアル、インフィルトレーターのという三種類の増援ユニットの計七種類に分かれている。今作では通常ユニット以外の増援ユニット、ビークル、ヒーローは再出撃の際に戦闘中に溜まるバトルポイントを消費して選択するという形になった。バトルポイントは敵を倒す、拠点を取るなど戦闘に貢献するほど多く獲得できる。消費するポイントはユニットごとに異なり、強力なユニットほど消費ポイントが多い。
また、銀河共和国、分離主義者、銀河帝国、反乱同盟軍、レジスタンス、ファースト・オーダーという時代毎に異なる6つの勢力があり、全てのヒーローと兵士がいずれかの勢力に所属している。
出典： /  /  /  / 

### プレイ可能キャラクター
※はアップデートで追加されたキャラクター
- 銀河共和国
  - ヒーロー
    - ヨーダ（多田野曜平）
    - オビ＝ワン・ケノービ※
    - アナキン・スカイウォーカー※（河本啓佑）

  - 通常ユニット
    - クローン・トルーパー
    - クローン・ヘビー・トルーパー
    - クローン・スペシャリスト
    - クローン・オフィサー※ （アップデートで外観変更）

  - 増援ユニット
    - ウーキーの戦士
    - ARCトルーパー
    - ジェット・トルーパー
    - ARCトルーパー※
    - クローン・コマンドー※
- 反乱同盟軍
  - ヒーロー
    - ルーク・スカイウォーカー（佐藤拓也）
    - レイア姫
    - ハン・ソロ
    - チューバッカ
    - ランド・カルリジアン

  - 通常ユニット
    - 反乱同盟軍兵士
    - 反乱軍ヘビー・トルーパー
    - 反乱同盟軍オフィサー
    - 反乱軍将校

  - 増援ユニット
    - ロケット・ジャンパー
    - ウーキーの戦士
    - イウォークハンター※
- レジスタンス
- ヒーロー
  -     - レイ
    - フィン※
    - BB-8※

  - 通常ユニット
    - レジスタンス兵士
    - レジスタンスオフィサー

  - 増援ユニット
    - ロケット・ジャンパー
    - オブィシアン・ガンナー※
    - カフェックス・スパイ※
- 分離主義者
  - ヒーロー
    - ダース・モール
    - ドゥークー伯爵※
    - グリーヴァス将軍※

  - 通常ユニット
    - バトル・ドロイド（間宮康弘）
    - バトル・ドロイドオフィサー

  - 増援ユニット
    - B2スーパー・バトル・ドロイド
    - B2-RPロケット・ドロイド
    - コマンドー・ドロイド※
    - ドロイデカ※
- 銀河帝国
  - ヒーロー
    - ダース・ベイダー（楠大典）
    - パルパティーン皇帝（稲垣隆史）
    - ボバ・フェット
    - ボスク（広田みのる）
    - アイデン・ヴェルシオ（英語版）（志田有彩）

  - 通常ユニット
    - ストームトルーパー
    - 銀河帝国オフィサー

  - 増援ユニット
    - インペリアル・ロケット・トルーパー
    - デス・トルーパー
    - ISBエージェント※
- ファースト・オーダー
  - ヒーロー
    - カイロ・レン（津田健次郎）
    - キャプテン・ファズマ※
    - BB-9E※

  - 通常ユニット
    - ファースト・オーダー・ストームトルーパー
    - ファースト・オーダー・オフィサー

  - 増援ユニット
    - ファースト・オーダー・ロケット・トルーパー
    - ファースト・オーダー・スノートルーパー
    - フレイム・トルーパー
    - ジェット・トルーパー
    - シス・トルーパー※

### NPC
- R2-D2
- アクバー提督（稲葉実）
- マズ・カナタ（英語版）（杉本ゆう）
- ギャリック・ヴェルシオ（宝亀克寿）

## 登場兵器
出典：
- 銀河共和国
  - アクティス級ライト・インターセプター（ヨーダ）
  - ARC-170 スターファイター
  - Vウイング
  - BTL-B Yウイング
  - N-1スターファイター
  - LAATガンシップ
  - AT-RT
  - AT-TE
  - BARCスピーダー
  - ジャガーノート
  - ヴェネター級スター・デストロイヤー
- 反乱同盟軍
  - ミレニアム・ファルコン（ハン・ソロとチューバッカ）
  - ミレニアム・ファルコン（ランドとL3-37）
  - T-65B Xウイング
  - T-65B Xウイング（ルーク・スカイウォーカー）
  - RZ-1 Aウイング
  - BTL-A4 Yウイング
  - Uウイング
  - T-47エアスピーダー
  - X-34ランド・スピーダー
  - AT-RT（回収品）
  - ブロッケード・ランナー
  - MC80モン・カラマリ・クルーザー
- レジスタンス
  - ミレニアム・ファルコン（レイとチューバッカ）
  - T-70 Xウイング・ファイター
  - T-70 Xウイング・ファイター＜ブラック・ワン＞（ポー・ダメロン）
  - RZ-2 Aウイング
  - RZ-2 Aウイング（タリー・リントラ）
  - 盗まれたLIUV
  - スキー・スピーダーV-4X-D
  - バンカー・バスター
- 分離主義者
  - シミター（ダース・モール）
  - バルチャードロイド
  - トライ＝ファイター
  - ハイエナ級ボマー
  - AATバトル・タンク
  - 大型兵員輸送車(MTT)
  - STAP
  - ハードセル級輸送船
  - ルクレハルク級改造戦艦
- 銀河帝国
  - スレーヴI（ボバ・フェット）
  - TIEアドバンストX1（ダース・ベイダー）
  - TIE/LN
  - TIEファイター（アイデン・ヴェルシオ）
  - TIE/INインターセプター
  - TIEボマー
  - ラムダ級T-4cシャトル
  - AT-AT
  - AT-ST
  - インペリアル級スター・デストロイヤー
- ファースト・オーダー
  - TIEサイレンサー（カイロ・レン）
  - TIE/fo/ファイター
  - TIE/sf/ファイター
  - 兵員輸送船
  - LIUV
  - ファースト・オーダーAT-ST
  - AT-M6
  - リサージェント級スター・デストロイヤー

## マップ
出典：
※はアップデートで追加されたマップ
- ナブー
- スターキラー基地
- カミーノ
- タコダナ
- ジャクー
- ヤヴィン4
- 第2デス・スター
- エンドア
- ホス
- キャッシーク
- タトゥイーン
- クレイト※
- ディカー※
- ケッセル※
- ジオノーシス※
- ベスピン※
- スカリフ※

## 開発
前作を開発したEA Digital Illusions CE（DICE）がメインとなって開発しているが、新たにMotive StudiosとCriterionが参加し、共同で開発を行う。『バトルフィールド』シリーズでFPSの開発が得意なDICEが前作同様マルチプレイヤーモードを担当、Motive Studiosが新たに導入されるシングルプレイヤーモードを担当、レースゲームの得意なCriterionがビークル（乗り物）周りを担当する。
シナリオはウォルト・ウィリアムスとミッチ・ダイアーがルーカスフィルムのスタッフと連絡を取りつつ共同で執筆する。

## 関連書籍
スター・ウォーズ インフェルノ・スクワッド（Star Wars Inferno Squad）
2017年7月に出版された小説。本作に登場するアイデンが所属する帝国軍特殊部隊インフェルノ隊について描かれる。